# Minerva Anguissola

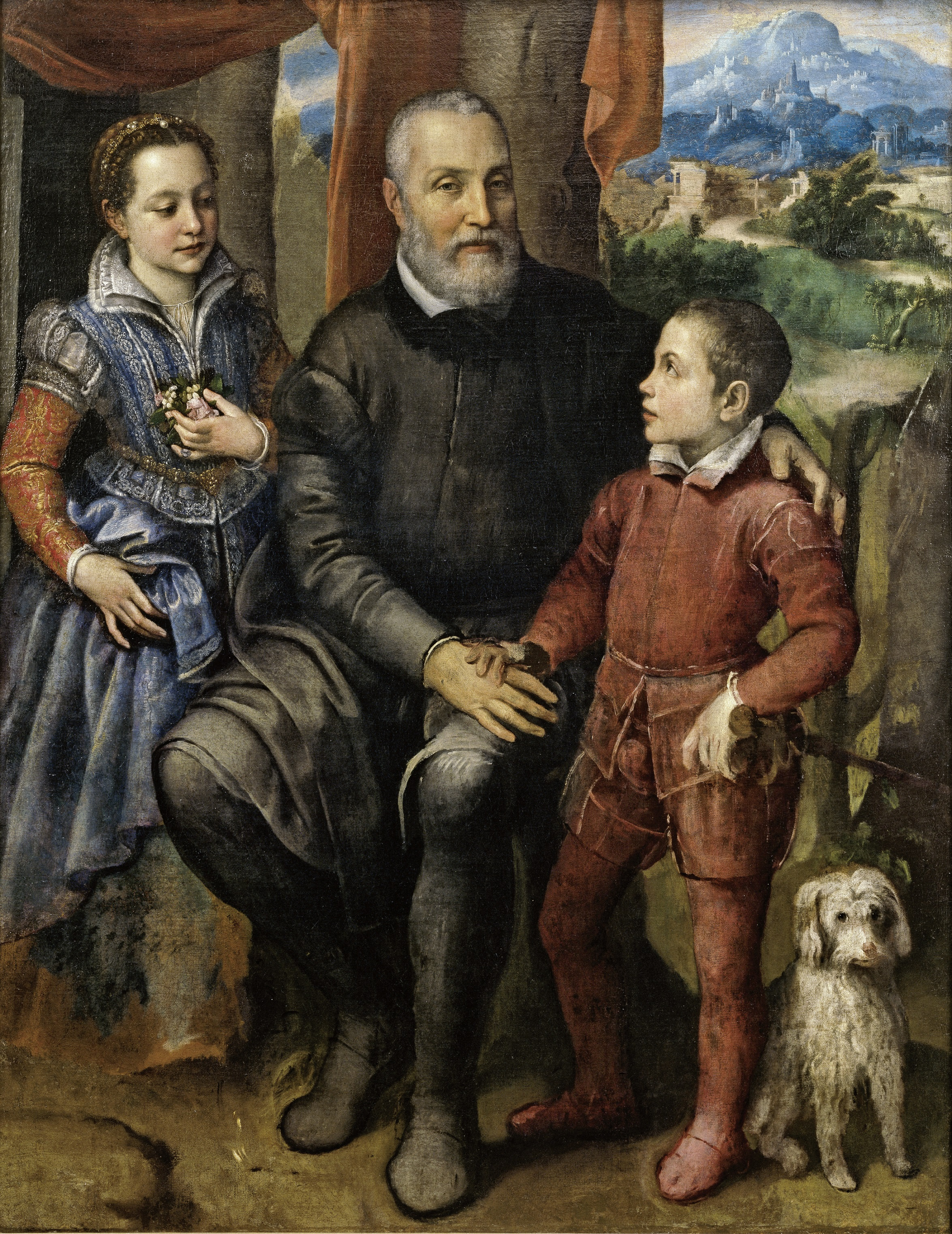
Sofonisba Anguissola: Der Maler Amilcare Anguissola mit seinen Kindern Minerva und Asdrubale

Minerva Anguissola, auch Minerva Angosciola, Minerva Anguisciola, Minerva Angussola oder Minerva Anguissola (* vermutlich zwischen 1539 und 1541 wahrscheinlich in Cremona; † vor 1566 wahrscheinlich ebenda) war eine italienische Malerin.

## Leben und Werk
Anguissola war eine Tochter des Patriziers und vielleicht als Zeichnerdilettant tätigen Amilcare Anguissola und seiner Ehefrau Bianca Ponzona sowie die Schwester der ebenfalls als Malerinnen tätigen Anna Maria, Elena, Europa, Lucia und Sofonisba Anguissola. Sie war humanistisch gebildet und erlernte wie all ihre Schwestern das Handwerk der Malerei. Möglicherweise war sie eine Schülerin ihrer bekannteren Schwester Sofonisba. Sie ist sowohl von Sofonisba als auch von Lucia porträtiert worden.
Vasari erwähnt sie bei seinem Besuch in Cremona. Zu diesem Zeitpunkt war sie bereits verstorben. Ihr malerisches Werk ist völlig unbekannt, doch wurde sie von Francesco Zava († vor 1559) aus Cremona mit den Worten “Minervam Minervae omni arte instructam et politam” (deutsch: „Minerva, in jeder Kunst Minervas unterwiesen und gebildet“) gerühmt. Dies wurde auch durch Pellegrino Antonio Orlandi in seinem Abecedario pittorico bestätigt, der über sie schrieb: “Minerva Anguisciola Cremonese, una delle quattro sorelle della famosa Sofonisba pittrice; in pittura, ma più in lettere latine e volgari, si fece conoscere per eccellente; in tenera età fu segregata dal numero dei viventi” (deutsch: „Minerva Anguisciola aus Cremona, eine der vier Schwestern der berühmten Malerin Sofonisba; in der Malerei, aber mehr in lateinischer und italienischer Literatur, machte sie sich als ausgezeichnet bekannt; in jungen Jahren wurde sie von den Lebenden getrennt“).